# Inverse Distanzwichtung
Die Inverse Distanzwichtung (seltener auch -gewichtung) ist ein nichtstatistisches Interpolationsverfahren der Geostatistik und wird zur einfachen Interpolation der räumlichen Abhängigkeit georeferenzierter Daten genutzt. Dabei gilt als Grundannahme, dass die Ähnlichkeit eines unbekannten Wertes zum bekannten Messwert mit der Entfernung von diesem abnimmt, die Daten also umso unähnlicher sind, je weiter sie auseinander liegen. Dieser Zusammenhang wird bei der inversen Distanzwichtung dadurch zum Ausdruck gebracht, dass der Messwert mit einem Gewicht multipliziert wird, das proportional zum Inversen des Abstands zwischen Schätzpunkt und Messort ist.
In statistischer Terminologie handelt es sich um die Bildung eines gewogenen (oder gewichteten) arithmetischen Mittelwertes.

## Verfahren
Es wird zunächst von einer endlichen Zahl n von Messungen mit den Messorten {\displaystyle x_{i}} und den Messwerten {\displaystyle z(x_{i})} ausgegangen, wobei der Index i für die natürlichen Zahlen von 1 bis n steht. Der gesuchte Wert {\displaystyle z(x_{0})} am Punkt {\displaystyle x_{0}} wurde nicht gemessen und muss daher geschätzt werden. Die Messwerte {\displaystyle x_{i}} werden gewichtet mit {\displaystyle \textstyle {\frac {1}{Abstand(x_{0},x_{i})}}=\lambda (x_{0},x_{i})}. Der Schätzer {\displaystyle z^{*}(x_{0})} für diesen unbekannten Wert berechnet sich dann nach:
{\displaystyle z^{*}(x_{0})={\frac {1}{\sum _{l=1}^{n}\lambda _{l}(x_{0},x_{l})}}\sum _{i=1}^{n}\lambda _{i}(x_{0},x_{i})\cdot z(x_{i})={\frac {1}{\sum _{l=1}^{n}\lambda _{l}(x_{0},x_{l})}}(\lambda _{1}(x_{0},x_{1})\cdot z(x_{1})+\lambda _{2}(x_{0},x_{2})\cdot z(x_{2})+...+\lambda _{n}(x_{0},x_{n})\cdot z(x_{n}))}
Dabei sind
{\displaystyle \lambda _{i}(x_{0},x_{i})={\frac {1}{distance(x_{0},x_{i})}}}
die Gewichte bzw. Werte der Gewichtsfunktion für {\displaystyle z(x_{i})}, und {\displaystyle {\frac {1}{\sum _{l=1}^{n}\lambda _{l}(x_{0},x_{l})}}} ist der Normierungsfaktor.
Als Forderung gilt dabei {\displaystyle \textstyle z^{*}(x_{i})=z(x_{i})}, die Schätzfunktion soll also an den Messpunkten selbst identisch mit den gemessenen Werten sein. Obige Gleichung kann man mit den normierten Werten der Gewichte bei den Messwerten
{\displaystyle \lambda _{i}^{*}(x_{0})={\frac {\lambda _{i}(x_{0})}{\sum _{l=1}^{n}\lambda _{l}(x_{0})}}}
auch schreiben:
{\displaystyle z^{*}(x_{0})=\sum _{i=1}^{n}\lambda _{i}^{*}(x_{0})\cdot z(x_{i})=\lambda _{1}(x_{0})\cdot z(x_{1})+\lambda _{2}(x_{0})\cdot z(x_{2})+...+\lambda _{n}(x_{0})\cdot z(x_{n})}
Bisweilen wird die Abnahme der Gewichte mit dem Abstand auch durch eine Potenz mit dem Exponenten {\displaystyle m} verstärkt, um der gegebenen physikalischen Situation besser Rechnung tragen zu können. Diese Potenz muss dabei festgelegt werden und soll die Datenlage möglichst gut annähern. Oft wird jedoch einfach ein Exponent von {\displaystyle m=2} veranschlagt, womit die Interpolation beispielsweise der Gravitation ähnelt (Wichtung nimmt ab mit {\displaystyle \textstyle {\frac {1}{r^{2}}}}, also quadratisch). Damit ergibt sich die folgende Gleichung für den Schätzwert:
{\displaystyle z^{*}(x_{0})={\frac {\sum _{i=1}^{n}{\frac {z(x_{i})}{d^{m}(x_{0},x_{i})}}}{\sum _{i=1}^{n}{\frac {1}{d^{m}(x_{0},x_{i})}}}}}

## Bedeutung
Die Inverse Distanzwichtung folgt nicht der in den Daten vorliegenden Zunahme der Unähnlichkeit mit der Entfernung, sondern legt diese als Voraussetzung in Form eines frei wählbaren Exponenten innerhalb der Gewichtungsfunktion fest. Auch durch die Wahl der in die Wichtung eingehenden Messwerte kann Einfluss genommen werden, wobei hier die Reichweite der Daten zu beachten ist. Da das Verfahren nur den Abstand der Messdaten einfließen lässt, berücksichtigt es nicht alle im Datensatz enthaltenen und geostatistisch prinzipiell nutzbaren Informationen, weshalb der Schätzer auch nicht den geringstmöglichen Schätzfehler besitzt und dieser je nach Eigenschaften des Datensatzes sowie der Wahl der Schätzfunktion mehr oder weniger über dem Minimalwert liegt. Dies gilt insbesondere dann, wenn die Messorte clusterhaft verteilt sind, sich also an bestimmten Stellen konzentrieren und an anderen ausdünnen. Demgegenüber steht die Einfachheit des Verfahrens, weshalb es zum Beispiel im Vorausgang des Kriging-Verfahrens oder bei geringeren Ansprüchen an die Güte der Interpolation genutzt wird.